# Karolínský pes

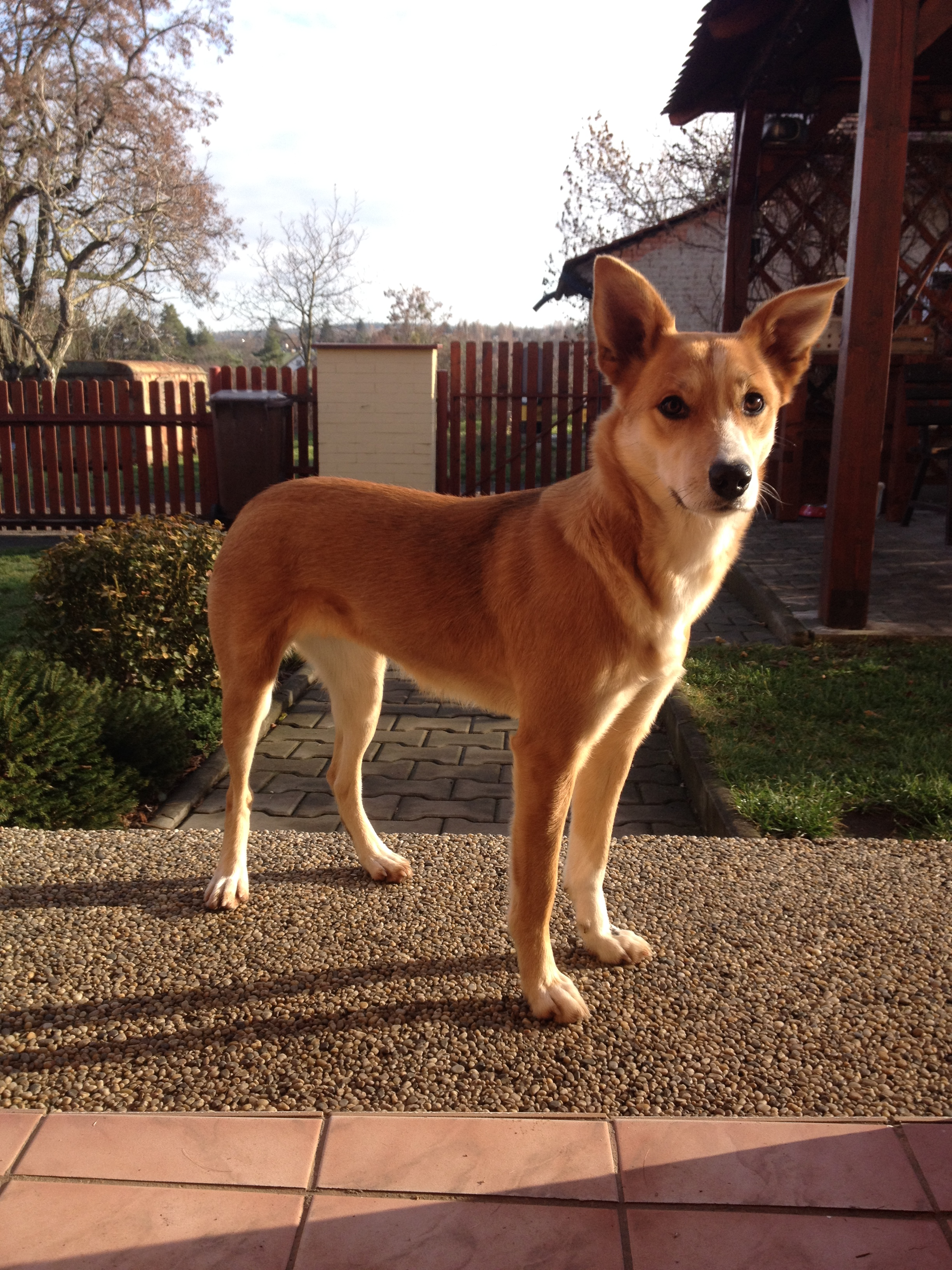

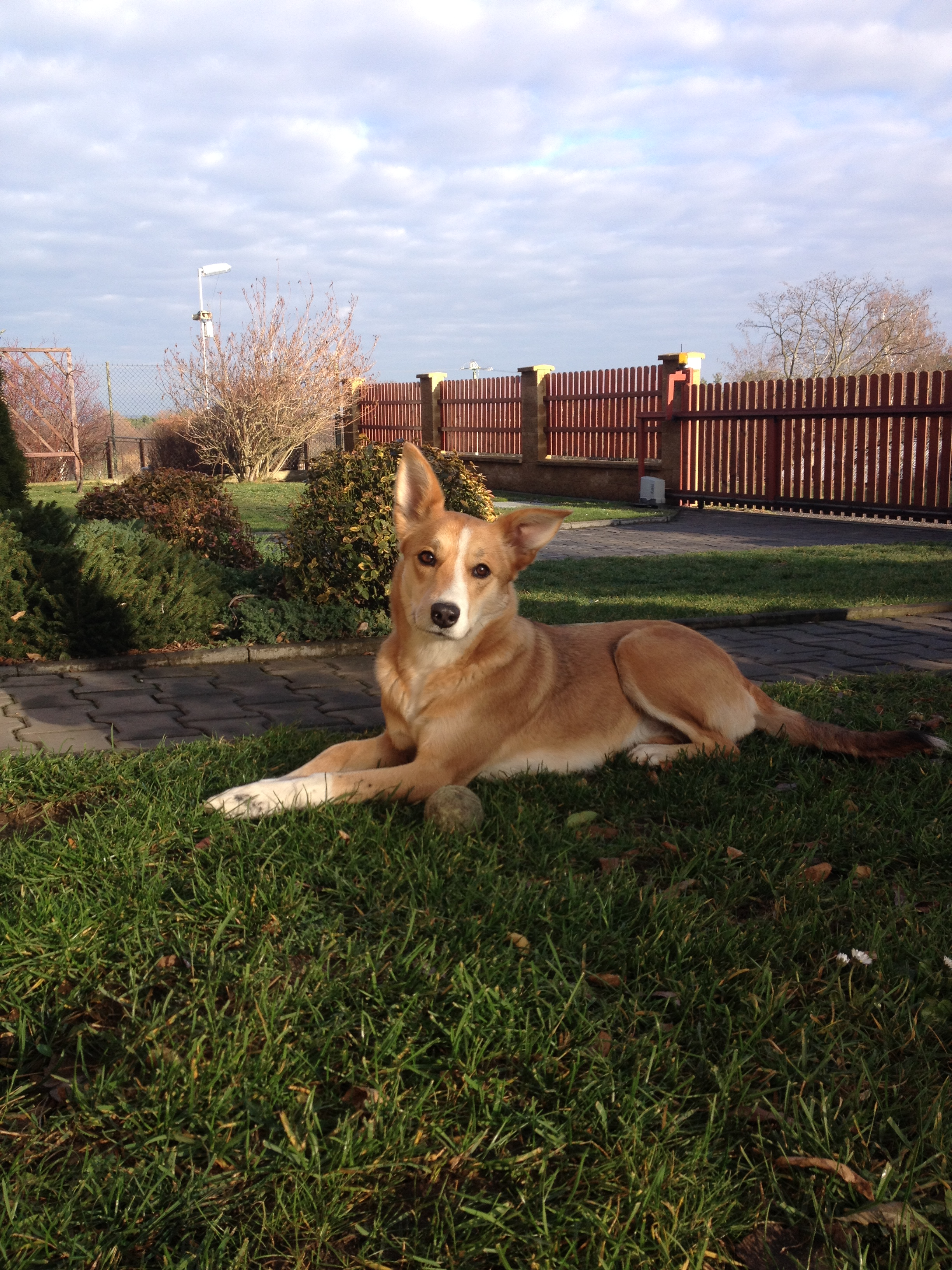

Karolínský pes, nebo také Americký dingo, jehož předchůdcem je původně druh psa, který žije jako divoký. Karolínský pes je středně velkého vzrůstu. Je pravděpodobné, že je křížený s evropskými honiči a jinými plemeny. Jeho typickými rysy je loajálnost, jsou velmi vynalézaví a inteligentní.
Toto plemeno bylo objeveno v roce 1940 na jihovýchodě Spojených států. Někteří historici poznamenali, že kostní struktura tohoto plemene je podobná psím kostem nalezeným v indiánských pohřebištích. Podle výzkumu profesora z univerzity v Georgii tito psi žijí v odlehlé oblasti Jižní Karolíny.

## Popis
Dožívá se přibližně 14 let. Jejich svalnaté tělo je pokryto krátkou zlatožlutou srstí. Může mít malé bílé znaky na nohou, hrudníku, špičce ocasu a tlamy. Mají klínovitou hlavu se širokýma špičatýma ušima a jejich oči jsou mandlově hnědé. Je snadno zaměnitelný s dingem. Je schopen ulovit malé až středně velké savce jako je například mýval. Je plachý, dotýkání a mazlení nemá příliš v oblibě, pokud není přivykán na lidskou společnost již od útlého věku. Jestliže jsou chováni jako mazlíčci, plemeno potřebuje mírné cvičení a dostatečný prostor. Jakmile jsou dobře vycvičení, stávají se výbornými rodinnými psy. Nejsou vhodní do bytu. Vyhovuje jim velký oplocený pozemek.
Výška: 45–61 cm Váha: 15–20 kg